# Krishna Chandra Bhattacharya
Krishna Chandra Bhattacharya, född 12 maj 1885, död 11 december 1949, var en indisk filosof.